# 쩐 인종
쩐 인종(베트남어: Trần Nhân Tông / 陳仁宗, 1258년 12월 11일(음력 11월 11일) ~ 1308년 11월 16일(음력 11월 3일))은 베트남의 쩐 왕조의 제3대 황제(재위 : 1278년 ~ 1293년. 휘는 쩐캄(베트남어: Trần Khâm / 陳昑 진감)이며, 원사(元史)에서는 이름이 진일존(陳日燇)으로 기록되어 있다. 칭호는 효황(Hiếu Hoàng/孝皇)이다. 출가 때 법명이 죽림대사(Trúc Lâm Đại sĩ/竹林大士)이다. 절일은 수천절(壽天節)이다.

## 생애
1258년 11월 11일(12월 11일), 성종(聖宗)과 원성황후(元聖皇后)의 장자로 태어났다.
1273년 12월, 성종의 명에 따라 황태자로 책봉되었다.
1278년 10월 22일(11월 8일), 성종으로부터 양위를 받아 즉위하였다. 
1282년 10월, 쿠빌라이 칸의 원나라로부터 복속 요구를 강요 받았고, 그 요구를 거절하였다.
1284년 12월, 요구 거절을 명분으로 원나라 대군에 의한 침공(2차 대월 원정)을 받게 되지만, 아버지와 함께 명장 진흥도(陳興道)에게 군권을 맡겨 요격하였다. 한때는 원나라 군의 압도적인 군세에 수도 탕롱이 함락되는 위기 상황에 빠진 적도 있었고, 겁이 난 인종은 원나라에 항복도 생각했지만, 쩐흥다오의 강경한 반대로 이에 번복하고, 계속되는 항전에 이르렀다.
1285년 5월, 계속 다이비엣 군대의 패배 속에서도 티엔막 강(天幕江) 전투에 승전하여 전세 역전 하였으며, 이후에 원나라 군대가 후퇴하게 되며 2차 원정은 끝이 나게 된다. 6월, 황제와 왕족들은 수복한 수도 탕롱으로 복귀하게 된다. 
1287년 12월, 다시 대월원정(3차 대월 원정)을 진행한 원나라는 국경 분쟁을 시작으로 전쟁을 개전하였다.
1288년 1월, 다시 탕롱을 정벌하려 하는 원나라 군대는 다이비엣 군대의 반격과 식량 보급의 한계가 있었지만, 탕롱을 다시 함락하였다. 그러나 이와 같은 문제로 인하여 오래 못 가고 다시 탕롱에서 철수하게 되었다. 3월, 계절이 바뀌고 풍토병으로 인하여 결국 원나라로 후퇴를 결정하여 철군을 실시하였다. 그러나, 4월이 되자 바익당 강(白藤江)과 낭산 전투 등으로 원나라 군을 추격 하여 괴멸 시켰다. 
1289년 3월, 대월 원정을 방어한 장수 쩐흥다오에 대왕의 칭호를 하사하여, 그 후에도 중용하였다.
1293년 3월 9일(4월 16일), 황태자인 영종(英宗)에게 양위하여 태상황(太上皇)이 된다. 
1299년 8월, 출가를 하여 승려가 되어, 여생을 보냈다. 승려가 된 후에도, 쩐흥다오와 함께 아들의 통치에 협력하였다. 
1308년 11월 3일(11월 16일). 태상황이 천장부(天長府) 중광궁(重光宮)에서 승하하니 향년 51세(만 49세)이다.

## 존호, 시호, 묘호, 능호
재위시 존호는 법천어극영렬무성명인황제(Pháp Thiên Ngự Cực Anh Liệt Vũ Thánh Minh Nhân Hoàng Đế/法天御極英烈武聖明仁皇帝)이며, 태상황 때 존호는 헌요광성태상황제(Hiến Nghiêu Quang Thánh Thái Thượng Hoàng Đế/憲堯光聖太上皇帝)이며, 출가 후에 법호는 대성진조죽림두타정혜각황조어조불(Đại Thánh Trần Triều Trúc Lâm Đầu Đà Tĩnh Tuệ Giác Hoàng Điều Ngự Tổ Phật/大聖陳朝竹林頭陀靜慧覺皇調御祖佛)이다.
시호는 법천숭도응세화민융자현혜성문신무원명예효황제(Pháp Thiên Sùng Đạo Ứng Thế Hoa Dân Long Từ Hiển Huệ Thánh Văn Thần Vũ Nguyên Minh Duệ Hiếu Hoàng Đế/法天崇道應世化民隆慈顯惠聖文神武元明睿孝皇帝)이다.
묘호는 인종(Nhân Tông/仁宗)이며, 능호는 귀덕릉(Quy Đức Lăng/歸德陵)이다.

## 가족관계

### 부모
- 부친 : 성종선효황제(Thánh Tông Tuyên Hiếu Hoàng Đế/聖宗宣孝皇帝) 쩐호앙(Trần Hoảng/陳晃/진황)
- 모친 : 원성천감황후(Nguyên Thánh Thiên Cảm Hoàng Hậu/元聖天感皇后) 쩐 티 티에우(Trần Thị Thiều/陳氏韶/진씨소)

### 후비
- 흠자보성황후(Khâm Từ Bảo Thánh Hoàng Hậu/欽慈保聖皇后) 쩐 티 찐(Trần Thị Trinh/陳氏貞/진씨정) (? ~ 1293년)
- 선자황후(Tuyên Từ Hoàng Hậu/宣慈皇后) 진씨(Trần thị/陳氏) (? ~ 1318년)

### 황자
- 1. 황태자(皇太子) 쩐투옌(Trần Thuyên/陳烇/진전) - 흠자보성황후 소생. 제4대 영종인효황제(英宗仁孝皇帝).
- 2. 혜무대왕(Huệ Vũ Đại Vương/惠武大王) 쩐꾸옥쩐(Trần Quốc Chẩn/陳國瑱/진국전) (1281년 ~ 1328년) - 선자황후 소생.

### 황녀
- 1. 상진공주(Thượng Trân Công Chúa/上珍公主)
- 2. 천진공주(Thiên Trân Công Chúa/天珍公主) (? ~ 1309년)
- 3. 현진공주(Huyền Trân Công Chúa/玄珍公主) (1287년 ~ 1340년) - 참파왕 체만(Chế Mân)과 정약혼인을 함.

## 기년
| 인종        | 원년            | 2년        | 3년        | 4년        | 5년        | 6년        | 7년                 | 8년        | 9년        | 10년       |
| ----------- | --------------- | ---------- | ---------- | ---------- | ---------- | ---------- | ------------------- | ---------- | ---------- | ---------- |
| 서력 (西曆) | 1279년          | 1280년     | 1281년     | 1282년     | 1283년     | 1284년     | 1285년              | 1286년     | 1287년     | 1288년     |
| 간지 (干支) | 기묘(己卯)      | 경진(庚辰) | 신사(辛巳) | 임오(壬午) | 계미(癸未) | 갑신(甲申) | 을유(乙酉)          | 병술(丙戌) | 정해(丁亥) | 무자(戊子) |
| 연호 (年號) | 소보(紹寶) 원년 | 2년        | 3년        | 4년        | 5년        | 6년        | 7년 중흥(重興) 원년 | 2년        | 3년        | 4년        |
| 인종        | 11년            | 12년       | 13년       | 14년       | 15년       |            |                     |            |            |            |
| 서력 (西曆) | 1289년          | 1290년     | 1291년     | 1292년     | 1293년     |            |                     |            |            |            |
| 간지 (干支) | 기축(己丑)      | 경인(庚寅) | 신묘(辛卯) | 임진(壬辰) | 계사(癸巳) |            |                     |            |            |            |
| 연호 (年號) | 5년             | 6년        | 7년        | 8년        | 9년        |            |                     |            |            |            |

| 전 임 성종 | 제3대 베트남 쩐 왕조의 황제 1278년 ~ 1293년 | 후 임 영종 |